# THW Kiel
THW Kiel er en tysk håndboldklub, der blev grundlagt 4. februar 1904. Håndboldafdelingen blev dog først oprettet i 1923. Klubben spiller i Bundesligaen. De har vundet 23 tyske mesterskaber siden 1957 (hvilket er tysk rekord) , den tyske pokalturnering 13 gange, EHF Cup'en 4 gange, den tyske supercup 10 gange, samt Champions League 4 gange. Desuden har klubben vundet to tysk mesterskaber i mark-/udendørshåndbold, hvor det også er blevet til to sølvmedaljer.
De har hjemmebane i Sparkassen-Arena-Kiel. Indtil 31.12.2007 hed hallen Ostseehalle. Siden en ombygning i 2001 har hallen haft plads til ca. 10.000 tilskuere.

## Spillertruppen 2023/2024
| Målvogtere - 12 Magnus Bierfreund - 16 Tomáš Mrkva - 34 Samir Bellahcene - 57 Vincent Gérard Venstre fløj - 07 Magnus Landin - 23 Rune Dahmke Højre fløj - 03 Sven Ehrig - 18 Niclas Ekberg - 20 Jarnes Faust Stregspillere - 11 Petter Øverby - 17 Patrick Wiencek - 61 Hendrik Pekeler | Venstre back - 08 Ben Connar Battermann - 21 Eric Johansson - 31 Luca Schwormstede - 49 Karl Wallinius - 53 Nikola Bilyk Central back - 04 Domagoj Duvnjak (k) - 71 Elias Ellefsen á Skipagøtu Højre back - 06 Harald Reinkind - 13 Steffen Weinhold - 19 Henri Pabst - 28 Eduardo Gurbindo |

## Meritter
- Tysk mesterskab
  - Mester (23): 1957, 1962, 1963, 1994, 1995, 1996, 1998, 1999, 2000, 2002, 2005, 2006, 2007, 2008, 2009, 2010, 2012, 2013, 2014, 2015, 2020, 2021, 2023
  - Vicemester (10): 1969, 1972, 1983, 1985, 1989, 1992, 2004, 2011, 2019 og 2022
- Tysk pokal
  - Vinder (13): 1998, 1999, 2000, 2007, 2008, 2009, 2011, 2012, 2013, 2017, 2019, 2022 og 2025
  - Tabende finalist (3): 1979, 1990 og 2005
- Champions League
  - Vinder (4): 2007, 2010, 2012 og 2020
  - Tabende finalist (4): 2000, 2008, 2009, 2014
- EHF Cup
  - Vinder: 1998, 2002, 2004 og 2019
- Tysk supercup
  - Vinder (13): 1995, 1996, 2005, 2007, 2008, 2011, 2012, 2014, 2015, 2020, 2021, 2022 og 2023